# IBM System/370
O IBM System/370 (ou simplesmente, S/370) foi uma família de mainframes da IBM lançada em 30 de junho de 1970 como sucessora da série IBM System/360. A série mantinha compatibilidade reversa com o S/360, permitindo uma migração fácil para os utilizadores; isto, além de uma performance aprimorada, eram os temas dominantes no lançamento do produto. As novas características que o distinguiam do S/360 incluíam: capacidade padrão para processor dual; suporte total para memória virtual e aritmética de 128 bits em ponto flutuante. Nem todas estas características, contudo, faziam parte do S/370 inicial quando do seu lançamento.
A série 370 de computadores possuía arquitetura big endian de 32 bits (diferentemente dos microprocessadores de 32 bits, tal como a série x86, que utilizaram arquiteturas little endian).